# Катастрофа Hawker Siddeley HS 748 под Либревилем
Катастрофа HS-748 под Либревилем — авиационная катастрофа, произошедшая 8 июня 2004 года. Авиалайнер Hawker Siddeley HS-748-2A авиакомпании Gabon Express выполнял внутренний рейс GBE221 по маршруту Либревиль—Порт-Жантиль—Франсвиль, но вскоре после взлёта у него отказал двигатель. Пилоты попытались вернуться в аэропорт вылета, но лайнер рухнул на берег Гвинейского залива. Из находившихся на его борту 30 человек (26 пассажиров и 4 членов экипажа) погибли 19 (тела 3 погибших так и не были найдены).

## Хронология событий
Рейс GBE221 был регулярным пассажирским рейсом авиакомпании Gabon Express, на тот момент являвшейся одной из крупнейших авиакомпаний страны. На борту рейса 221 находились 4 члена экипажа и 26 пассажиров (в том числе 7 французов, 2 ливанца и 1 немец).
Вскоре после вылета из Либревиля у самолёта упало давление в одном из двигателей, после чего КВС принял решение вернуться в аэропорт вылета.
Во время возвращения в аэропорт Либревиля пилоты пытались выпустить шасси, однако они не выпустились из-за проблем в гидравлике. В итоге рейс GBE221 перелетел взлётную полосу и рухнул в Гвинейский залив.
От удара о землю лайнер разрушился на три части, которые тут же оказались в воде. Поскольку самолёт затонул не полностью, некоторые пассажиры успели выплыть из-под обломков и выжить. Через 4 часа после катастрофы фюзеляж полностью ушёл под воду, при этом некоторые пассажиры и члены экипажа всё ещё были в ловушке среди обломков.

## Спасательная операция
Сразу же после катастрофы были задействованы пожарная охрана и аварийные службы. 11 выживших (3 члена экипажа и 8 пассажиров) были эвакуированы с места катастрофы и доставлены на вертолётах в местную больницу в Либревиле; никто не получил серьёзных травм. Власти направили водолазов для спасения людей, оказавшихся внутри обломков. К спасательным работам также присоединились местные рыбаки, ВМС Франции и французские военные.

## Последствия катастрофы
В связи с катастрофой президент Габона Омар Бонго объявил трёхдневный национальный траур. Представитель правительства страны заявил, что также будут проведены торжественные похороны погибших.